# HD33917
HD33917 — хімічно пекулярна зоря спектрального класу A0, що має видиму зоряну величину в смузі V приблизно  9,4.
Вона знаходиться у сузір'ї Оріона й розташована на відстані близько 679,5 світлових років від Сонця.

## Пекулярний хімічний вміст
Зоряна атмосфера HD33917 має підвищений вміст 
Si
.